# Isabelle et la Petite Fée au pair
 (juillet 2025).
Si vous disposez d'ouvrages ou d'articles de référence ou si vous connaissez des sites web de qualité traitant du thème abordé ici, merci de compléter l'article en donnant les références utiles à sa vérifiabilité et en les liant à la section « Notes et références ».
Isabelle et la Petite Fée au pair est la sixième histoire de la série Isabelle de Will, Yvan Delporte et Raymond Macherot. Elle est publiée pour la première fois du no 1912 au no 1916 du journal Spirou.